# Linia kolejowa nr 914
Linia kolejowa nr 914 – niezelektryfikowana, jednotorowa linia kolejowa łącząca stację Narewka ze stacją towarową Wiącków.